# Euprosopia filicornis
Euprosopia filicornis är en tvåvingeart som beskrevs av Mcalpine 1973. Euprosopia filicornis ingår i släktet Euprosopia och familjen bredmunsflugor. Inga underarter finns listade i Catalogue of Life.